# Cytomegalia
Cytomegalia (Cytomegalic inclusion body disease CIBD) – ogólnoustrojowa choroba, głównie wieku niemowlęcego, wywołana przez wirusa z rodziny Herpesviridae, betaherpeswirusa typu 5 (HCMV, ludzki cytomegalowirus, HHV-5), zaliczanego do cytomegalowirusów.
Charakterystyczną cechą CIBD jest okresowe ponowne uaktywnianie się choroby, spowodowane umiejętnością wirusa do pozostawania w organizmie w stanie utajonym przez długi okres. Według danych statystycznych 50-80 procent mieszkańców USA jest nosicielami HCMV, jednakże występuje on u nich w stanie utajonym i nie prowadzi do poważnych infekcji. Zakażenie HCMV jest groźne głównie dla osób z nieprawidłowo działającym układem odpornościowym; około 99% osób zdrowych, niemających problemów z układem odpornościowym, przechodzi zakażenie ludzkim cytomegalowirusem bezobjawowo lub bardzo łagodnie bez niepożądanych następstw. Grupą najbardziej narażoną są płody, które mogą stać się wrodzonymi nosicielami wirusa, co powoduje występowanie wad wrodzonych oraz infekcji.
Drogą przenoszenia HCMV jest bezpośredni kontakt; jest on wykrywalny w moczu, ślinie, spermie, łzach, mleku oraz krwi swojego gospodarza. Powoduje to jego bardzo łatwą ekspansję i wyjaśnia duży odsetek osób posiadających przeciwciała charakterystyczne przy kontaktach z tym wirusem. Cytomegalowirus może prowadzić m.in. do zapalenia wątroby oraz jelita grubego.

## Klasyfikacja ICD10
| kod ICD10     | nazwa choroby                                           |
| ------------- | ------------------------------------------------------- |
| ICD-10: B25   | Cytomegalia                                             |
| ICD-10: B25.0 | Cytomegalowirusowe zapalenie płuc (J17.1*)              |
| ICD-10: B25.1 | Cytomegalowirusowe zapalenie wątroby (K77.0*)           |
| ICD-10: B25.2 | Cytomegalowirusowe zapalenie trzustki (K87.1*)          |
| ICD-10: B25.8 | Inne choroby wywołane przez wirusa cytomegalii          |
| ICD-10: B25.9 | Choroba wywołana przez wirusa cytomegalii, nieokreślona |